# Teratolister daguerrei
Teratolister daguerrei är en skalbaggsart som beskrevs av Bruch 1930. Teratolister daguerrei ingår i släktet Teratolister och familjen stumpbaggar. Inga underarter finns listade i Catalogue of Life.